# Arthur Ruppin
Prof. Dr. Arthur Ruppin (hebrejsky: ארתור רופין, Artur Rupin; 1. března 1876, Rawicz – 1. ledna 1943, Jeruzalém) byl sionistický myslitel a vůdce. Kromě toho byl jedním ze zakladatelů Tel Avivu, průkopnickým židovským sociologem a demografem, označovaným za „otce židovské sociologie“, a v letech 1902 až 1907 ředitelem Židovského statistického úřadu v Berlíně. V roce 1926 se stal součástí akademické obce Hebrejské univerzity v Jeruzalémě a založil tamní katedru sociologie. Na jeho počest byla pojmenována jedna z budov univerzitního kampusu. Ruppinovým nejvýznamnějším sociologickým dílem je „The Jews In The Modern World“ z roku 1934. Rovněž podporoval vznik nových forem židovských osad, tzv. kvucy, kibucy a mošavy.

## Biografie
Narodil se v Rawiczi v Německém císařství (od roku 1945 součástí Polska). V patnácti letech byl nucen, z důvodu finanční nouze rodiny, začít pracovat a rodinu podporovat. I tak však byl schopen dostudovat práva a ekonomii. Ve svém životě se věnoval jak v pokračování rozvoje praktického sionistického osídlení, tak akademické kariéře.
| „                                                            | Naše farmy musí sloužit dalším a větším cílům, než jen vytvářet zisk (…) Místo dividend nám dodají cosi mnohem potřebnějšího: lidi. | “ |
| — Arthur Ruppin, projev na sionistickém kongresu v roce 1913 | |   |

V roce 1905 se stal členem Sionistické organizace (ZO). O dva roky později byl vyslán tehdejším prezidentem ZO studovat stav jišuvu (židovského společenství v Palestině, tou dobou provincie Osmanské říše) a zjistit možnosti rozvoje zemědělství a průmyslu. Ve své správě popsal, co na místě viděl, což bylo znepokojující, a doporučil zlepšit situaci. V roce 1908 se z rozhodnutí osmého Sionistického kongresu přestěhoval do Palestiny. V Jaffě založil a řídil sionistickou organizaci Palestinský úřad, jejímž cílem bylo řídit osadnické aktivity sionistického hnutí. Jeho práce umožnila, aby se praktický sionismus stal skutečností a dala podobu druhé aliji (poslední židovské imigrační vlně do Palestiny před první světovou válkou).

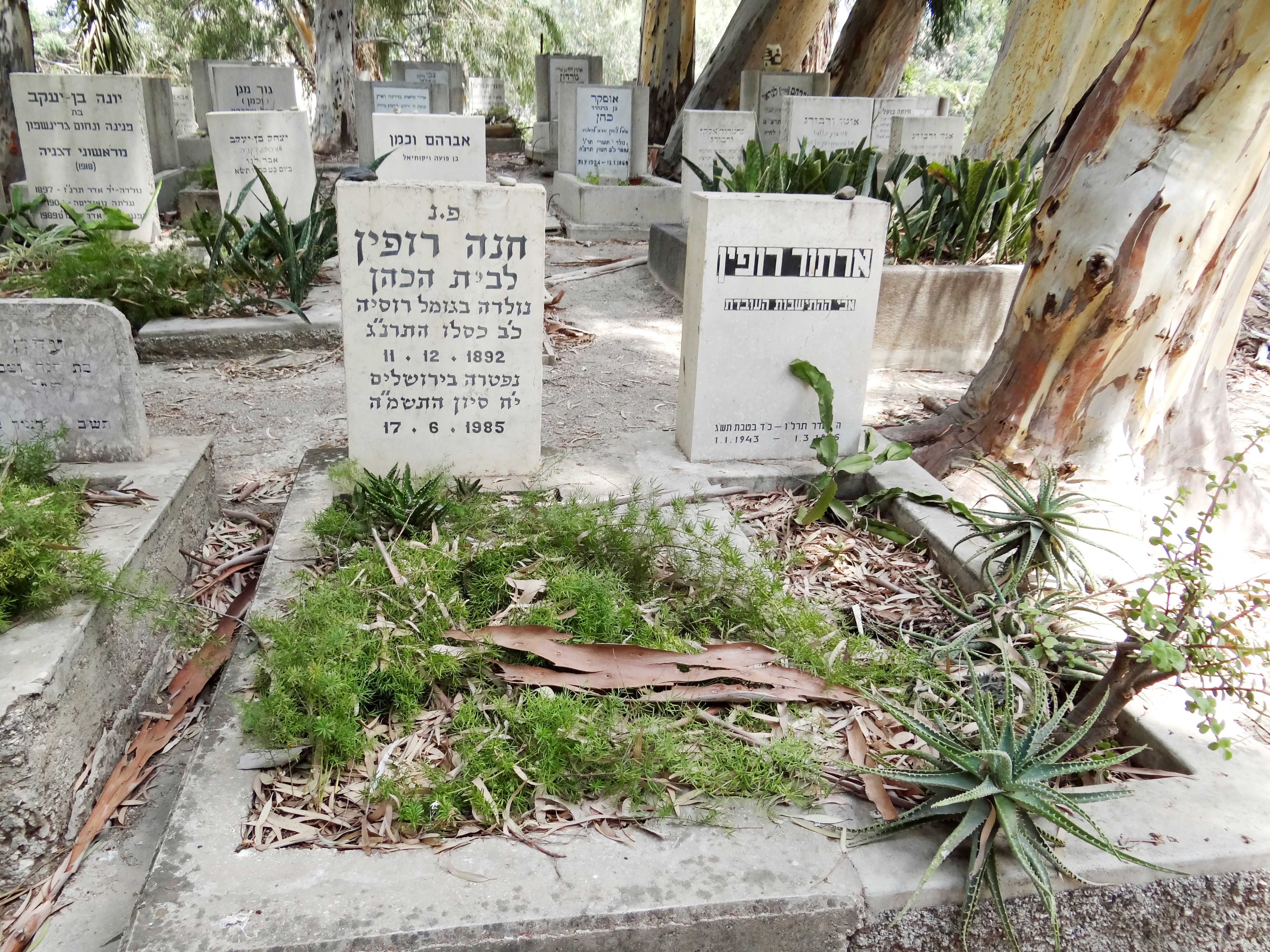
Hrob Ruppina (vpravo) a jeho manželky v kibucu Deganja Alef

Stal se vrchním sionistickým nákupčím půdy. Pomáhal získat půjčku pro Achuzat Bajit (pozdější Tel Aviv) a nakupoval pozemky v Karmelu, Afule, Jizre'elském údolí a v Jeruzalémě. Sehrál klíčovou roli ve formování podoby židovského osadnictví v Palestině a změně paradigmatu osadnictví; totiž z majitelů plantáží a chudých dělníků na kolektivní kibucy a družstevní mošavy, které se staly páteří utváření státu. Katalyzoval změny v komuně Sedžera a pomáhal se vznikem prvního izraelského kibucu – Deganji. Pomáhal však též se vznikem Kineretu, Merchavji a dalších osad. Později podporoval Jehošuu Chankina v nákupu rozlehlých pozemků v Galileji.
Patřil mezi zakladatele mírového hnutí Brit šalom, které podporovalo dvoustátní řešení. Hnutí však opustil po arabských krvavých nepokojích roku 1929, zejména po Hebronském masakru. Od té doby byl přesvědčen, že jediným možným řešením je pouze nezávislý Židovský stát a věřil, že způsobem, jak dojít ke vzniku státu, je pokračovat v osadnictví. V letech 1933 až 1935 byl ředitelem Židovské agentury a pomáhal s usazením velkého množství židovských imigrantů, kteří v tomto období přišli z Německa. Zemřel v roce 1943 a je pochován v kibucu Deganja Alef.

## Památka

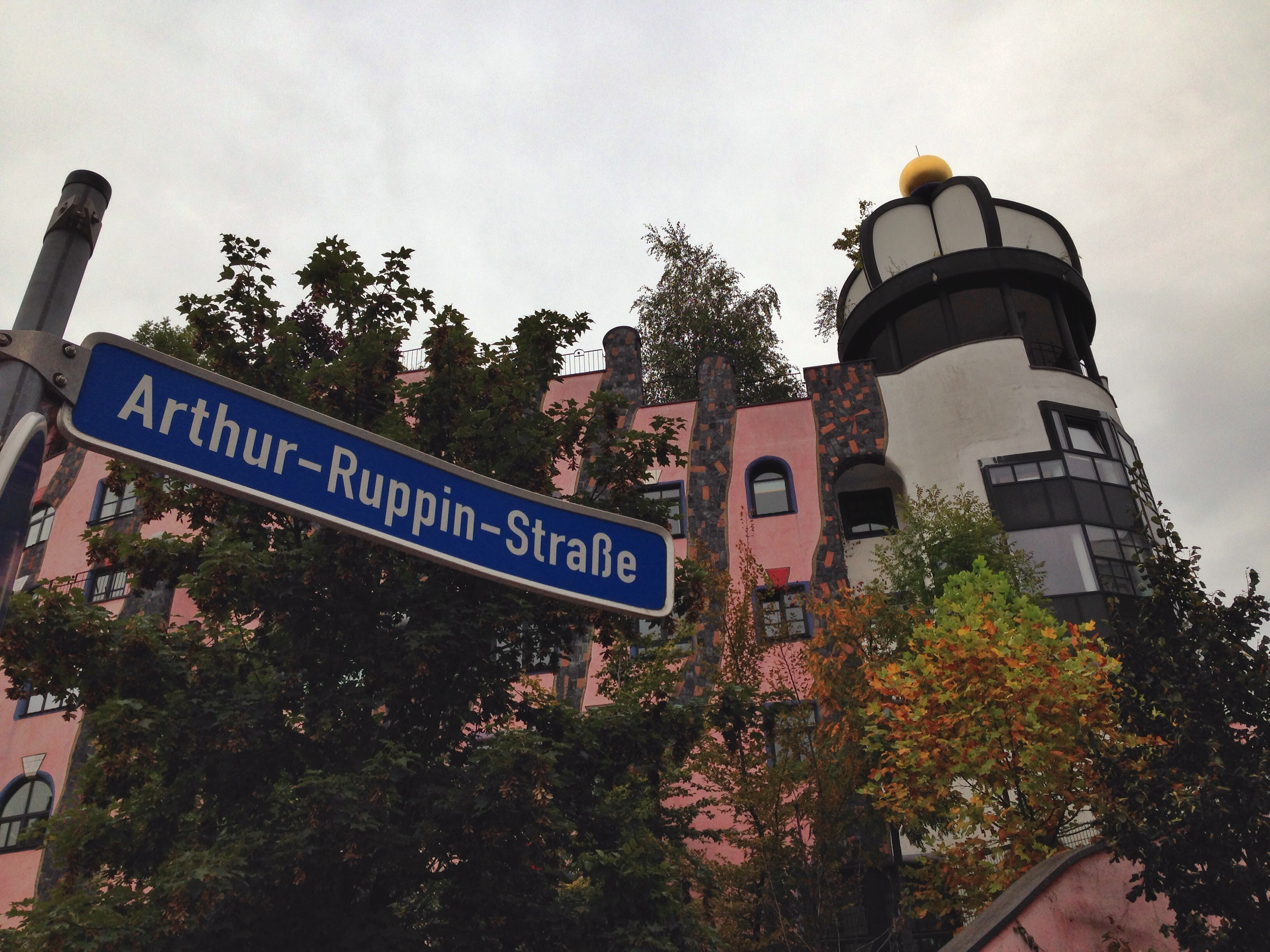
Ruppinova ulice v Magdeburgu vedle tzv. Zelené citadely

V Magdeburgu, kde Ruppin prožil část svého mládí, je na jeho počet pojmenována jedna z ulic. V Haifě naproti tomu existuje tzv. Ruppinova cena, udílená za mimořádnou činnost ve filosofii, myslitelství a politice. Jedním z nositelů ceny byl filosof a sionista Felix Weltsch, kterému byla cena udělena v roce 1952. Na jeho počest je rovněž pojmenován kibuc Kfar Ruppin v severním Izraeli.
V centrálním Izraeli je po něm pojmenován vzdělávací komplex Midrešet Ruppin.

## Dílo
Mezi Ruppinova vybraná díla patří:
- Three Decades in Palestine (1936)
- Jewish Fate and Future (1940) – poprvé vydáno v němčině roku 1904
- My Life and Work (1968) – tří svazková autobiografie vydaná posmrtně